# Joel Siegel
Pour les articles homonymes, voir Siegel.
 (novembre 2017).
Si vous disposez d'ouvrages ou d'articles de référence ou si vous connaissez des sites web de qualité traitant du thème abordé ici, merci de compléter l'article en donnant les références utiles à sa vérifiabilité et en les liant à la section « Notes et références ».
Joel Siegel (né le 7 juillet 1943 et mort le 29 juin 2007 à New-York) est un critique de cinéma américain, présent dans l’émission Good Morning America pendant plus de 25 ans.